# Agneta Colvius

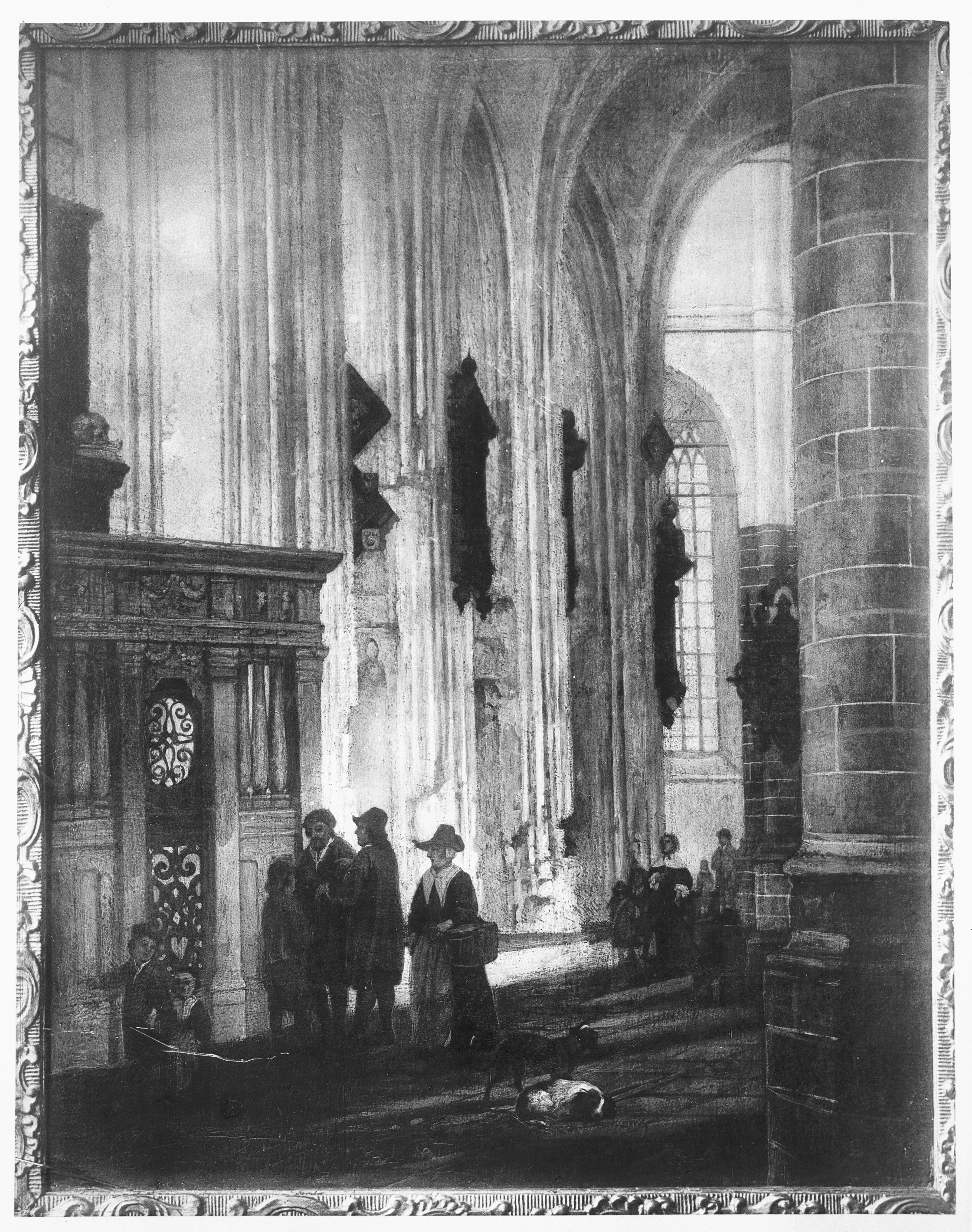
Grote Kerk in Dordrecht

Agneta Colvius (Dordrecht, 4 mei 1637 – begraven Dordrecht, 27 juli 1672) was literair onderlegd en schreef gedichten.

## Levensloop
Haar ouders waren Andreas Colvius (1594-1671) en Anna van der Myle afkomstig uit Vlissingen. Vader Colvius was predikant en curator van de stadsbibliotheek van Dordrecht, alsook curator van de Latijnse school aldaar.  Voor haar huwelijk in 1656 studeerde zij literatuur, mogelijks door zelfstudie. Zij was bekend om haar literaire kennis en schreef gedichten. Slechts enkele gedichten van haar zijn bewaard gebleven als citaten in andere werken. Margaretha van Godewijck uit Dordrecht roemde duidelijk haar talenten. Zo schreef van Godewijck over haar: Haer innerlijck vernuft, haer verstant die zijn niet uyt te prenten. Daarnaast was Colvius bedrijvig in handwerk.
In 1656 huwde Colvius met dominee Jacobus Daniëlz Rolandus (Buiksloot, 7 oktober 1632 - Dordrecht, 16 of 17 juni 1686). Rolandus was contraremonstrant. Op het moment van het huwelijk was hij dominee in Rijsoord, vanaf 1662 in Dordrecht. Het echtpaar betrok het woonhuis in de Nieuwstraat, dat vader Colvius had nagelaten. Het echtpaar had elf kinderen, van wie twee een oudere leeftijd bereikten: Anna en Andreas.
Colvius stierf in 1672; zij werd begraven in de Grote Kerk van Dordrecht. In 1675 hertrouwde Rolandus. Zijn tweede vrouw was Everdina van Wesel (1652-1708). Uit zijn tweede huwelijk werden nog zeven kinderen geboren.